# ヒットパック・シリーズ 17才 / 潮風のメロディ / 純潔 / ともだち
『ヒットパック・シリーズ 17才 / 潮風のメロディ / 純潔 / ともだち』（ - 17さい / しおかぜのメロディ / じゅんけつ -）は、南沙織13枚目のコンパクト盤。
1976年8月1日発売。発売元はCBS・ソニー。規格品番: 08EH-4。

## 解説
1976年から1977年にかけて発売されたA面2曲、B面2曲が収録されたコンパクト盤『ヒットパック・シリーズ』の南沙織盤第2弾。
初期4枚のシングルで構成されており、全曲クローバー・シリーズでも商品化されている。
ジャケットにはデビュー曲『17才』の別ショットが使用されている。

## 収録曲
- 全曲作詞: 有馬三恵子、作曲・編曲: 筒美京平

### Side A
1. 17才
2. 潮風のメロディ

### Side B
1. 純潔
2. ともだち

## 関連作品
- ヒットパック・シリーズ
  - ヒットパック・シリーズ 青春に恥じないように / 気がむけば電話して
  - ヒットパック・シリーズ 哀愁のページ / 早春の港 / 傷つく世代 / 色づく街
  - ヒットパック・シリーズ 人恋しくて / ひとかけらの純情 / 気がむけば電話して / 青春に恥じないように
  - ジャニス・イアンとシンシアのゆたかなめぐり逢い
  - ヒットパック・シリーズ 街角のラブソング / ゆれる午後